# Eriococcus agonis
Eriococcus agonis är en insektsart som beskrevs av Fuller 1897. Eriococcus agonis ingår i släktet Eriococcus och familjen filtsköldlöss. Inga underarter finns listade i Catalogue of Life.